# Merv (Brettspiel)
Merv - The Heart of the Silkroad ist ein Brettspiel von Fabio Lopiano mit Grafiken von Ian O’Toole, das 2020 bei Osprey Games erschienen ist.

## Spielprinzip
Merv ist ein Strategiespiel und bezieht sich auf die historische Stadt Merw und ihre Stellung an der Seidenstraße. Das Spiel thematisiert Handelsmechanismen und die Verteidigung der Stadt gegen die mongolischen Horden unter Tolui Khan.
Die Spieler versuchen, durch ihre Aktionen ihren Einfluss im Palast zu vergrößern, in der Moschee Günste zu erlangen, vom Handel zu profitieren und die Stadt vor dem Angriff der Mongolen ab der 2. Spielrunde durch Bau von Mauern und Toren zu schützen. Die Auswahl der Aktionen erfolgt durch Zug der Spielfigur um das Spielfeld herum, welches aus 5×5-Einzelplätzen besteht. Diese Plätze werden bei jedem neuen Spiel zufällig mit Bauplätzen versehen, die unterschiedliche Aktionen ermöglichen.

## Inhalt
Neben der Spielanleitung enthält das Spiel:
- 1 Spielbrett
- 40 Markierungsscheiben in 4 Farben
- 24 Gebäudeplättchen
- 24 Karawanenkarten (8× Zimt, 6× Ingwer und Wacholder, 4× Pfeffer)
- 1 schwarzer Stein zur Anzeige der Spielrunde
- 18 Auftragskarten in 3 Stufen
- 20 Mauern
- 24 Gebäudekarten
- 4 Tore
- 1 Kamelmarkt (2-seitig)
- 12 Kamele
- 16 Erfolgsmarker
- 60 Ressourcenwürfel in 5 Farben (Weiß hat die Joker Funktion)
- 10 Gebäudeaufwertungen (6× weiß, 4× je eine der anderen Farben)
- 4 große Spielerfiguren in 4 Farben
- 4 Marker für zusätzliche Siegpunkte für bestimmte Gebäudearten
- 32 kleine Spielerfiguren in 4 Farben
- 32 Schriftrollen
- 36 Spielergebäude in 4 Farben
- 48 Gütermarker (24 einfache und 24 besondere Güter)

## Veröffentlichung
Merv ist bisher nur bei Osprey Publishing auf Englisch erschienen. Bis auf die Spielanleitung ist das Spielmaterial allerdings sprachneutral. Es sind also keine Texte vorhanden, die zur Nutzung des Spiels verstanden werden müssten.